# أفيبسكيي
أفيبسكيي (بالروسية: Афипский) هي مدينة في مقاطعة كراسنودار كراي في روسيا. بلغ عدد سكانها حوالي 18170 نسمة.